# Nemška cesarska krona
Nemška cesarska krona (v nemščini : deutsche Kaiserkrone ) je bila simbolna krona Nemškega cesarstva. Čeprav je bil leta 1871 izdelan lesen model, krona dejansko ni nikoli fizično obstajala. Uporabljala se je simbolično, predvsem v heraldiki, v grbih nemških cesarjev.

## Zgodovina
Po nemški zmagi v francosko-pruski vojni (1870-1871) je bilo ustanovljeno Nemško cesarstvo. Neposredno se pojavi vprašanje cesarske reprezentacije in s tem morebitne nemške cesarske krone (in ne cesarske krone Nemčije, saj se je Viljem I. zadovoljil z nekoliko bizarnim naslovom "nemški cesar", da ne bi užalil drugih germanskih monarhov  ).
Odpovedali so se uporabi krone Svetega rimskega cesarstva, ki je bila na Dunaju shranjena od napoleonskih vojn. Čeprav se je novi rajh predstavljal kot naslednik Svetega rimskega cesarstva, se je krona zdela bolj kot simbol katoliške moči Habsburžanov in bi zato simbolizirala Nemčijo pod vodstvom Avstrije. Zato je večinsko protestantska država pod pruskim vodstvom predlagala novo krono.
Oblikovani so bili trije modeli kron : za cesarja, za cesarico in za prestolonaslednika. Lesene makete so hranili v Monbijouški palači do njihovega izginotja med drugo svetovno vojno .

## Opis
V delu Meyers Konversations-Lexikon iz leta 1888 je pod člankom Krone opisana cesarska krona:
| »Die neue deutsche Kaiserkrone, welche bis jetzt nur im Modell vorhanden ist, hat einige Ähnlichkeit mit der alten Reichskrone. Sie besteht aus acht goldenen, oben halbkreisförmigen Schildchen, die mit Brillanten eingefaßt sind; die größern Schildchen zeigen ein Edelsteinkreuz, das von vier kleinern Edelsteinkreuzen bewinkelt ist. Die kleinern Schildchen zeigen den mit Brillanten besetzten Reichsadler, über dessen Haupt eine aus neun Edelsteinen gebildete Rosette angebracht ist. Die K. ist oben mit vier Bügeln geschlossen, die mit Blattwerk besetzt sind und am Gipfel den Reichsapfel tragen. Das Futter der K. besteht aus Goldbrokat.« | »Nova nemška cesarska krona, ki doslej obstaja le v modelu, je nekoliko podobna stari cesarski kroni. Sestavljena je iz osmih zlatih plošč, polkrožnih na vrhu, okrašenih z briljantno brušenimi diamanti; na večjih ploščah je viden križ iz dragih kamnov, ki ga kotijo štirje manjši križi iz dragih kamnov. Manjše plošče prikazujejo cesarskega orla, okrašenega z diamanti, na vrhu pa je pritrjena rozeta iz devetih dragih kamnov. K. je na vrhu sklenjena s štirimi loki, ki so okrašeni z listjem in imajo na vrhu kroglo. Podloga K. je sestavljena iz zlatega brokata.« |

Nova krona se je zgledovala po kroni Svetega rimskega cesarstva. Osmerokotna oblika, ki jo tvorijo stranice še vedno tvori obliko krone, vendar ne prikazujejo sakralnih prizorov. Kroni cesarice in prestolonaslednika sta bili povsem novi in se nista zgledovala po nobenih kronah.

## Uporaba
Čeprav fizično ni nikoli obstajala, je cesarska krona še vedno prisotna na uradnih objektih. Cesarski orel, simbol rajha, je bil v različnih cesarskih grbih zelo pogosto upodobljen s krono. Krona se je pojavljala tudi na kovancih, bankovcih, znamkah in na številnih zgradbah v Berlinu, vključno z Reichstagom.
Cesarska krona se pojavlja tudi na številnih spomenikih in spominskih zgradbah. Upodobitve v srednjeveškem stilu predstavljajo povezanost med starim in novim rajhom .